# Łopienno

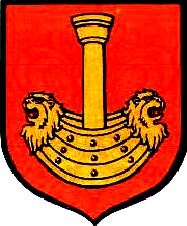
Historyczny herb Łopienna

Łopienno – wieś w Polsce, położona w województwie wielkopolskim, w powiecie gnieźnieńskim, w gminie Mieleszyn, nad jeziorem Łopienno Południowe.
Dawniej miasto; uzyskało lokację miejską w 1519 roku, zdegradowane w 1888 roku. W latach 1954–1961 wieś należała i była siedzibą władz gromady Łopienno, w powiecie wągrowieckim po jej zniesieniu w gromadzie Mieścisko w powiecie gnieźnieńskim. W latach 1975–1998 miejscowość administracyjnie należała do województwa poznańskiego.

## Historia
Łopienno posiadało prawa miejskie od początku XVI wieku do 1888 roku. Według miejscowej legendy nawiązującej do czasów Bolesława Chrobrego, w okolicznym jeziorze kąpiących się porywa i topi „przeklęty woźnica z Łopienna”.

## Osoby związane z Łopiennem
- Walenty Rakowski  urodzony w Łopiennie powstaniec wielkopolski, kapitan artylerii Wojska Polskiego.
- Adam Tomaszewski – polski językoznawca, pedagog, badacz gwar wielkopolskich i powstaniec wielkopolski[6].

## Architektura
- Zabytki:
  - barokowy Kościół pw. Wniebowzięcia NMP z 1680 roku,
  - drewniana dzwonnica z 1832,
  - pałac z końca XIX wieku (przebudowany) i park krajobrazowy o powierzchni jednego hektara,
  - zespół starej zabudowy,
  - Kalwaria Łopieńska z dedykacją: „Wotum wdzięczności za wolność świątyni dla służby bożej w latach niewoli 1939–1945”,
  - pozostałości cmentarza ewangelickiego z resztkami nagrobków w południowej części wsi.